# Fly Away (EXILE單曲)
「Fly Away」（遠走高飛）為日本音樂團體EXILE（放浪兄弟）的第3張單曲。2002年2月20日於日本發行。Oricon最高排行第18、初動銷量2.2萬張、累計銷量3.2萬張

## 解說
- 翻唱自EXILE的前身J Soul Brothers的歌曲。
- 為第1張專輯『our style』的先行單曲。
- 於「EXILE CATCHY BEST」中再次錄音。ATSUSHI的演唱方式比起當時有相當的變化。
- 被選為2008年東京電視台系北京奧運實況轉播的主題歌。
- EXILE與高橋ヒロシ、山口陽史的漫畫「エグザムライ戦国」的第三卷封底的插圖以這個單曲的封面為藍本。
- 日本職棒福岡軟體銀行鷹的松中信彥進入打擊區時的進場曲。

### 版本
CD

## 收錄歌曲
1. Fly Away (Original Mix)[4:24]
  - 作詞・作曲：SASA / 編曲：原田憲）

東京電視台系「ASAYAN」片尾曲
  - 2008年、東京電視台系北京奥運直播主題曲。
2. Fly Away (Jonathan Peters' Club Mix)[7:41]
  - 作詞・作曲：SASA / 編曲：原田憲）
3. Style (Dub's Compact Club Mix)[6:36]
  - 作詞：Kenn Kato / 作曲：Face 2 fAKE / 編曲：Izumi“D・M・X”Miyazaki
4. Style (813 Remix)[4:56]
  - 作詞：Kenn Kato / 作曲：Face 2 fAKE / 編曲：813
5. Style (Break Style Remix)[7:49]
  - 作詞：Kenn Kato / 作曲：Face 2 fAKE / 編曲：83key
6. Fly Away (Instrumental)